# Liebesnächte in der Taiga (Film)
Liebesnächte in der Taiga ist ein deutscher Spielfilm von Harald Philipp aus dem Jahre 1967 mit Thomas Hunter und Marie Versini in den Hauptrollen. Er ist eine Adaption der gleichnamigen Romanvorlage von Heinz G. Konsalik.

## Handlung
Zur Zeit des Kalten Krieges in den 1960er Jahren. Die CIA-Führung hat einen Spezialauftrag für einen ihrer besten Agenten. Der perfekt Russisch sprechende Baltendeutsche Frank Heller soll, als über eine in Moskau stattfindende Modenschau berichtender Schweizer Reporter getarnt, in die Sowjetunion einreisen. Sein Auftrag: In einem militärischen Sperrgebiet in Sibirien, das als Raketenbasis der Roten Armee dient, soll er das Testgelände für neue sowjetische Langstreckenraketen auskundschaften und die dort lagernden Konstruktionspläne fotografieren. In Moskau angekommen, nimmt Heller die Identität eines sowjetischen Ingenieurs an, der sich in den Westen absetzen will. Doch schon auf dem Weg in die UdSSR geschah Heller das erste Malheur: ein Model glaubt ihn von New York her zu kennen und konfrontiert den Spezialagenten mit ihrem Wissen im Hotel Moskwa. Damit ist Heller hochgradig gefährdet. Ehe der KGB ihn fassen kann, hat sich Frank jedoch abgesetzt.
Mit den Dokumenten des Sowjet-Ingenieurs tritt der Amerikaner seinen Dienst im Holzkombinat der sibirischen Raketenbasis an, ohne zu wissen, dass man von Sowjetseite bereits fieberhaft nach ihm sucht. Der wirkliche Ingenieur ist schon tot, der KGB hat seine Leiche aus der Moskwa gefischt. Und auch der als Möbelhändler getarnte, sowjetische V-Mann, der Heller weitergeholfen hatte, ist bereits aufgeflogen. Die Verhaftung Hellers ist jetzt nur noch eine Frage der Zeit. Heller ist jedoch nicht untätig geblieben, er konnte die zu fotografierenden Pläne einsehen. Doch da kommen ihm seine Gefühle ins Gehege. Im Holzkombinat hat er sich mit der jungen Kommissarin Ludmilla angefreundet, und bald wird mehr daraus. Seine Gefühle für Ludmilla setzen ihn großer Gefahr aus, denn Heller will sie nicht einfach zurücklassen. Er versucht die überzeugte Parteisoldatin, ihn auf der Flucht zu begleiten. In derselben Nacht erhält Ludmilla den Befehl, den CIA-Agenten zu verhaften.
Ab sofort ist Heller der Gehetzte, doch Ludmilla folgt ihrem Herzen und wird zu seiner Helferin und Verbündeten. Eine gnadenlose Jagd auf das Paar beginnt, angeführt von einem KGB-Oberst, der selbst ein Auge auf die schöne Ludmilla geworfen und ihr vor einiger Zeit in Moskau einen Heiratsantrag gemacht hat. Während der Hetzjagd durch die menschenabweisende, unwirtliche und tief verschneite Taiga kommen sich Heller und Ludmilla immer näher. Auf ihrer abenteuerlichen Flucht passieren beide eine abgelegene Sträflingskolonie und die kleine Stadt Olenek. Hier, bei einer Fabrik für Raketentreibstoff, wartet ein CIA-Kollege, der Heller aus dem Land heraushelfen soll. Doch ehe Heller und Ludmilla in Sicherheit sind, stirbt Hellers Freund durch die Hand der russischen Verfolger. Kurz vor der Grenze an einem Fluss, nur wenige Schritte von der Freiheit entfernt, endet jedoch ihre Flucht auf tragische Weise; die sowjetischen Häscher haben das gehetzte Paar eingeholt. Erst als der KGB-Oberst annimmt, dass Heller und Ludmilla tot sein müssen, bricht er die Jagd ab. Doch er hat sich zu früh gefreut …

## Produktion
Liebesnächte in der Taiga wurde am 5. Oktober 1967 in Frankfurt am Main im Turmpalast-Kino uraufgeführt. Die Produktionsleitung hatte Heinz Pollak, die Filmbauten entwarf Robert Stratil. Die Spezialeffekte kreierte Erwin Lange.
Für Marie Versini, die Liebesnächte in der Taiga als ihren Lieblingsfilm bezeichnete, Stanislav Ledinek und Christiane Nielsen waren dies die letzten Kinofilmauftritte.

## Kritiken
„Rührselig, in sich unmotiviert, stellenweise langatmig und peinlich, da diese Agentengeschichte auch noch in reale politische Bezüge gesetzt ist.“

„Ein verlogener und schnulziger Film, angefüllt mit deutschen romantischen Vorstellungen und Klischees über den russischen Menschen. Ein Streifen, der Ärgernis erregt. Ohne jede Empfehlung.“